# Liste des préfets des Pyrénées-Orientales
Liste des préfets des Pyrénées-Orientales depuis la création du département. Le siège de la préfecture est à Perpignan.

## Préfets napoléoniens(1800-1814)
| Période      | Période      | Identité                              | Fonction précédente                                                                     | Observation |
| ------------ | ------------ | ------------------------------------- | --------------------------------------------------------------------------------------- | --- |
| 2 mars 1800  | 4 mars 1801  | Charles Charvet de Blenod (1760-1813) |                                                                                         | Devient commissaire du gouvernement, chargé sous l'autorité du ministre de l'Intérieur de l'administration, surveillance, police et comptabilité des travaux de la route du Simplon. |
| 4 mars 1801  | 12 mars 1813 | Joseph Magdelaine Martin (1753-1815)  | Général de brigade Député de la Haute-Garonne au Conseil des Cinq-Cents                 | Admis à la retraite |
| 12 mars 1813 | 13 août 1813 | Jean-François Delamalle (d)           | Auditeur au Conseil d'État (1807) Commissaire général de police à Livourne (1810)       | Adjoint du sénateur Monge, commissaire extraordinaire dans la 25e division militaire (1813).                                                                                         |
| 13 août 1813 | 6 avril 1814 | Louis-Joseph Duhamel (1778-1859)      | Maître des cérémonies (1810) Introducteur des ambassadeurs Sous-préfet de Toulon (1812) | (maintenu à la Première Restauration). |

## Préfets de laPremière Restauration(1814-1815)
| Période      | Période      | Identité             | Fonction précédente                    | Observation                                                                        |
| ------------ | ------------ | -------------------- | -------------------------------------- | ---------------------------------------------------------------------------------- |
| 6 avril 1814 | 5 avril 1815 | Louis-Joseph Duhamel | (Maintenue après la chute de l'Empire) | (Révoqué aux Cent Jours). Devient préfet de la Dordogne à la Seconde Restauration. |

## Préfets napoléoniens(Cent-Jours)
| Période      | Période        | Identité                      | Fonction précédente                                                                                       | Observation                                                                        |
| ------------ | -------------- | ----------------------------- | --- | ---------------------------------------------------------------------------------- |
| 5 avril 1815 | 8 juillet 1815 | Prudence-Guillaume de Roujoux | Sous-préfet de Dôle (1806) Sous-préfet de Saint-Pol-sur-Ternoise (1811) Préfet du Ter Préfet du Sègre-Ter | (Fils de Louis Julien de Roujoux). Sera préfet du Lot aux Trois Glorieuses (1830). |

## Préfets de laSeconde Restauration(1815-1830)

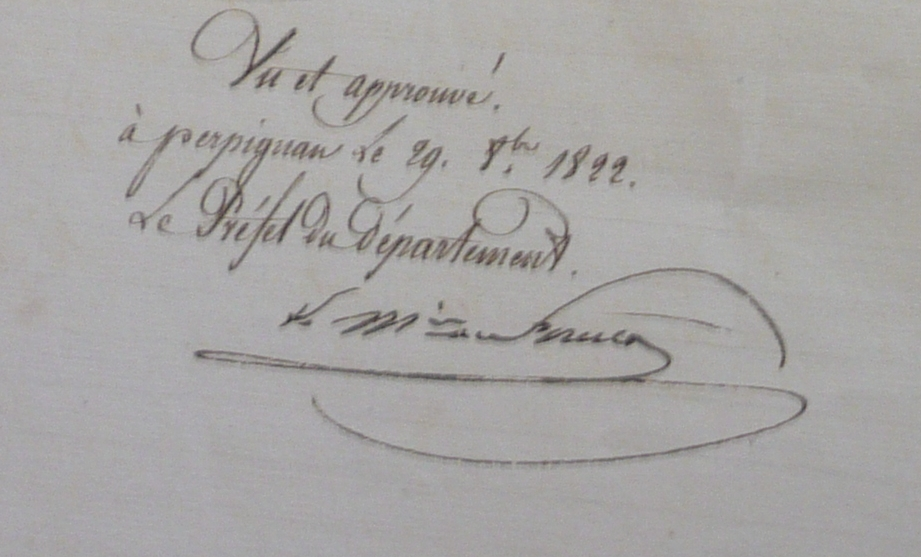
Signature du Marquis de Foresta en octobre 1822.

| Début              | Fin                | Nom                                                   | Fonction précédente        | Observations                    |
| ------------------ | ------------------ | ----------------------------------------------------- | -------------------------- | ------------------------------- |
| 14 juillet 1815    | 15 juillet 1818    | Paul Étienne de Villiers du Terrage (1774-1858)       | Préfet de la Mayenne       | Nommé préfet du Doubs           |
| 21 juillet 1818    | 26 juin 1822       | Emmanuel-Ferdinand de Villeneuve-Bargemon (1777-1835) | Préfet des Basses-Alpes    | Devient député des Basses-Alpes |
| 28 juin 1822       | 2 janvier 1823     | Marie-Joseph de Foresta (1783-1858)                   | Sous-préfet de Châteaudun  | Nommé préfet du Finistère       |
| 2 janvier 1823     | 1er septembre 1824 | René Leroy de Chavigny (d)                            | Sous-préfet de Saint-Denis | Nommé préfet de l'Allier        |
| 1er septembre 1824 | 3 mars 1828        | Jean-Antoine d'Auberjon (1772-1832)                   | Député de l'Aude           | Nommé préfet de la Charente     |
| 3 mars 1828        | 10 mars 1830       | Charles César Romain (d)                              | Préfet de la Meuse         | Remplacé                        |

## Préfets de la monarchie de Juillet
| Début              | Fin                | Nom                   | Fonction précédente                   | Observations                                                                    |
| ------------------ | ------------------ | --------------------- | ------------------------------------- | ------------------------------------------------------------------------------- |
| 10 août 1830       | 7 mars 1831        | Edmond Méchin (d)     | Secrétaire général de l'Aude          | Sera en 1837 préfet de l'Allier                                                 |
| 7 mars 1831        | 19 janvier 1832    | Maurice Duval         | Conseiller d'État                     | Nommé préfet de l'Isère                                                         |
| 14 février 1832    | 17 mars 1833       | Achille Bégé (d)      | Maître des requêtes au conseil d'État | Nommé préfet de la Haute-Marne, sans suite ; puis nommé préfet de l'Hérault     |
| 8 avril 1833       | 5 juin 1840        | Jean Pascal (d)       | Sous-préfet de Narbonne               | Nommé préfet de l'Ariège                                                        |
| 5 juin 1840        | 23 novembre 1841   | Pierre Hénaut (d)     | Préfet de la Haute-Loire              | Devient en 1843 de la Lozère                                                    |
| 23 novembre 1841   | 1er septembre 1847 | Claude-Marius Vaïsse  | Sous-préfet de Saint-Quentin          | Devient directeur général des affaires civiles en Algérie                       |
| 1er septembre 1847 | 1er mars 1848      | Auguste Taillefer (d) | Sous-préfet de Narbonne               | (Révoqué après la Révolution de 1848) Devient en 1849 préfet de Tarn-et-Garonne |

## Préfets et commissaires du gouvernement de la Deuxième République (1848-1851)
| Début              | Fin              | Nom                                    | Fonction précédente                                               | Observations |
| ------------------ | ---------------- | -------------------------------------- | ----------------------------------------------------------------- | --- |
| 29 février 1848    | 22 mars 1848     | Théodore Guiter                        | Notaire à Perpignan                                               | (commissaire du gouvernement). Devient Représentant des Pyrénées-Orientales, proscrit en 1851 Devient député des Pyrénées-Orientales en 1871. |
| 22 mars 1848       | 1er mai 1848     | François Numa Dufraisse (d)            | (Commissaire du gouvernement de la Dordogne, sans suite)          | (commissaire du gouvernement). Nommé commissaire du gouvernement des Landes                                                                   |
| Avant 8 avril 1848 | 1er mai 1848     | Pierre Orens Gustave Vergers (d)       | Commissaire du gouvernement des Landes, probablement non installé | (1re période, commissaire du gouvernement) |
| 1er mai 1848       | 15 juin 1848     | Jean Joseph Hippolyte Picas (d)        |                                                                   | (commissaire du gouvernement). Devient représentant des Pyrénées-Orientales                                                                   |
| 15 juin 1848       | 19 août 1848     | Pierre Orens Gustave Vergers (d)       |                                                                   | (2e période, préfet). Nommé préfet des Basses-Pyrénées                                                                                        |
| 19 août 1848       | non installé     | Bigarne                                | Chef de la division des routes au ministère                       | (non acceptant) |
| 21 septembre 1848  | 10 décembre 1848 | Théophile Balland (d)                  | Sous-préfet de Saint-Quentin                                      | Nommé préfet de l'Hérault |
| 17 décembre 1848   | 10 janvier 1849  | Paul Vallon (d)                        | Sous-préfet de Saint-Omer                                         | Nommé préfet de l'Eure |
| 10 janvier 1849    | 20 novembre 1849 | Jean-Baptiste Luc Thérèse Dubessey (d) | Préfet de l'Indre (Révoqué en février 1848)                       | Nommé préfet du Loiret |
| 20 novembre 1849   | 9 mai 1852       | Henri Pougeard-Dulimbert               | Sous-préfet de Béziers                                            | (Continue au Second Empire) |

## Préfets du Second Empire (1851-1870)
| Début             | Fin               | Nom                                                          | Fonction précédente                             | Observations                                                          |
| ----------------- | ----------------- | ------------------------------------------------------------ | ----------------------------------------------- | --------------------------------------------------------------------- |
| 20 novembre 1849  | 2 mai 1852        | Henri Pougeard-Dulimbert                                     | (Continue après la Deuxième République)         | (chargé de réprimer les protestations contre l'avènement de l'Empire) |
| 9 mai 1852        | 21 juin 1854      | Paul de Soubeyran (d)                                        | Préfet de Constantine                           | Nommé préfet de Loir-et-Cher                                          |
| 21 juin 1854      | 14 décembre 1860  | Marie-Louis de Lassus Saint-Geniès (d)                       | Sous-préfet de Dieppe                           | Nommé préfet de Seine-et-Marne                                        |
| 14 décembre 1860  | 6 juillet 1863    | Isidore Salles                                               | Préfet de la Creuse                             | Nommé préfet de l'Aube                                                |
| 6 juillet 1863    | 10 septembre 1864 | Louis-Charles-Emmanuel de Coëtlogon                          | Préfet du Loiret                                | Passe à la retraite                                                   |
| 10 septembre 1864 | 31 décembre 1865  | Augustin Gabriel Jean-Baptiste Lempereur de Saint-Pierre (d) | Sous-préfet de Reims                            | Nommé préfet de la Corrèze                                            |
| 31 décembre 1865  | 28 décembre 1867  | Benoît Simon Lapaine (d)                                     | Secrétaire général du gouvernement de l'Algérie | Mort en fonction                                                      |
| 18 janvier 1868   | 31 janvier 1870   | Baron Henry Tharreau                                         | Préfet de la Creuse                             | Nommé préfet du Puy-de-Dôme                                           |
| 31 janvier 1870   | 6 septembre 1870  | Théophile Coupier                                            | Préfet de la Lozère                             | Remplacé le 6 septembre (chute du Second Empire)                      |

## Préfets de la Troisième République (1870-1940)
| Début             | Fin               | Nom                               | Fonction précédente | Observations                                                                      |
| ----------------- | ----------------- | --------------------------------- | --- | --------------------------------------------------------------------------------- |
| 6 septembre 1870  | 9 septembre 1870  | Pierre Lefranc                    | Journaliste | (non acceptant). Élu représentant, puis élu sénateur des Pyrénées-Orientales.     |
| 10 septembre 1870 | 12 septembre 1870 | Hippolyte Dussard                 | Journaliste, entrepreneur | Refusé par la population                                                          |
| 12 septembre 1870 | 10 novembre 1871  | Louis-Étienne Jousserandot        | professeur de droit à l'université de Genève | Nommé préfet de la Marne                                                          |
| 11 novembre 1871  | 13 mai 1872       | Jean Joseph Adolphe Cantonnet (d) | Préfet de l'Indre | Nommé préfet du Rhône                                                             |
| 9 août 1872       | 25 avril 1873     | Léonide Babaud-Laribière          | Préfet de la Charente | Mort en fonction.                                                                 |
| 26 mai 1873       | 14 octobre 1875   | Georges Gizolme (d)               | Sous-préfet de Valenciennes | Nommé préfet du Tarn                                                              |
| 15 octobre 1875   | 12 avril 1876     | Paul Marie Fabre                  | Secrétaire général des Bouches-du-Rhône | Nommé préfet de l'Aveyron                                                         |
| 13 avril 1876     | 18 avril 1877     | Charles Nicolas Sébline           | Préfet de l'Aisne | Nommé préfet de Vaucluse                                                          |
| 16 mai 1877       | 19 mai 1877       | Paul Dumarest                     | Préfet des Ardennes | Nommé en décembre 1877 préfet du Finistère                                        |
| 20 mai 1877       | 18 décembre 1877  | Gaston Trancart (d)               | |                                                                                   |
| 18 décembre 1878  | 5 janvier 1880    | Ange Filippini (en)               | Secrétaire général des Pyrénées-Orientales | Nommé préfet de la Manche                                                         |
| 12 janvier 1880   | 12 juin 1882      | Georges Rivaud (d)                | Préfet des Hautes-Pyrénées | Nommé préfet de la Charente                                                       |
| 13 juin 1882      | 28 novembre 1883  | Eugène Doucin (d)                 | Préfet de Constantine | Nommé préfet de l'Orne                                                            |
| 29 novembre 1883  | 17 juillet 1885   | Édouard Deffes (d)                | Sous-préfet de Saint-Gaudens | Nommé préfet des Basses-Pyrénées                                                  |
| 18 juillet 1885   | 27 novembre 1885  | Étienne Antoine Joucla-Pelous     | préfet des Hautes-Alpes | Nommé préfet des Ardennes                                                         |
| 28 novembre 1885  | 20 mai 1886       | François Frédéric Mordon (d)      | Préfet de la Lozère | Nommé trésorier-payeur général de Vaucluse                                        |
| 21 mai 1886       | 21 mars 1889      | Jacques Lafargue (d)              | Sous-préfet d'Oloron | Nommé trésorier-payeur général des Hautes-Alpes                                   |
| 22 mars 1889      | 13 décembre 1895  | Adrien Bonhoure                   | Chef de cabinet de Charles Floquet, président du conseil et ministre de l'intérieur                                                                  | Nommé préfet de la Corse                                                          |
| 14 décembre 1895  | 12 février 1897   | Léon Ardisson (d)                 | Préfet du Gers | Nommé préfet de Vaucluse                                                          |
| 13 février 1897   | 7 mars 1902       | Edmond Robert                     | Préfet de l'Isère, en 1894 candidat aux élections législatives                                                                                       |                                                                                   |
| 8 mars 1902       | 4 septembre 1904  | Louis Fradin de Linière (d)       | Sous-préfet de Rambouillet | Nommé préfet de l’Orne                                                            |
| 5 septembre 1904  | 2 novembre 1906   | Jean Théodore Fleury              | Administrateur du Territoire de Belfort | Passe à la retraite                                                               |
| 3 novembre 1906   | 11 juillet 1907   | David Dautresme                   | Préfet de la Lozère | Nommé préfet des Basses-Alpes                                                     |
| 12 juillet 1907   | 4 décembre 1907   | Jacques Dupré (d)                 | Préfet des Basses-Alpes | Nommé directeur del'administration générale                                       |
| 5 décembre 1907   | 22 janvier 1909   | Emile Landrodie                   | Préfet de la Sarthe | Nommé préfet de la Charente-Inférieure                                            |
| 23 janvier 1909   | non installé      | Francis Hersent (d)               | Sous-préfet de Coutances | Nommé Trésorier-payeur général de la Corse                                        |
| 30 janvier 1909   | 4 mai 1911        | Edmond Duponteil (d)              | Sous-préfet de Chalon-sur-Saône | Nommé préfet de l'Aube                                                            |
| 5 mai 1911        | 22 mai 1911       | Charles Marais (d)                | Préfet de l'Aube | (Nommé trésorier-payeur général de la Haute-Savoie, non acceptant). À la retraite |
| 23 mai 1911       | 9 octobre 1911    | Pierre Guillemaut (d)             | Sous-préfet de Mamers | Nommé préfet du Jura                                                              |
| 10 octobre 1911   | 24 novembre 1911  | Albert Lambert-Rochet (d)         | Préfet du Lot | Commissaire de police de la Seine                                                 |
| 25 novembre 1911  | 15 juillet 1912   | Pierre Chocarne (d)               | Sous-préfet de Bayonne | Nommé préfet de l’Aube                                                            |
| 16 juillet 1912   | 19 octobre 1916   | Pierre Emery (d)                  | Sous-préfet de Corbeil | Nommé préfet du Gard                                                              |
| 3 novembre 1916   | 9 avril 1918      | Pierre Tavera (d)                 | Sous-préfet de Bergerac | Nommé préfet de Tarn-et-Garonne                                                   |
| 9 avril 1918      | 15 janvier 1920   | Jean Lambry (d)                   | Sous-préfet de Béziers | Nommé préfet de l'Orne                                                            |
| 15 janvier 1920   | 6 février 1921    | Léon Tainturier (d)               | Sous-préfet de Roanne | Nommé préfet de l'Indre                                                           |
| 6 février 1921    | 26 juillet 1922   | Georges Remyon (d)                | Sous-préfet de Castres | Nommé préfet de l'Aube                                                            |
| 27 juillet 1922   | 13 décembre 1927  | Fernand Carles (d)                | Chef adjoint du cabinet du ministre des travaux publics Yves Le Trocquer                                                                             | Nommé préfet de Constantine                                                       |
| 13 décembre 1927  | 28 mai 1929       | Marcel Bodenan (d)                | Sous-préfet de Roanne | Nommé préfet de l’Eure                                                            |
| 2 juillet 1929    | 8 juin 1932       | Fernand Leroy (d)                 | Secrétaire général du Nord | Nommé préfet du Morbihan                                                          |
| 8 juin 1932       | 16 septembre 1936 | François Taviani (d)              | Sous-préfet de Dunkerque | Nommé préfet du Cher                                                              |
| 16 septembre 1936 | 18 juin 1940      | Raoul Didkowski                   | Chef adjoint du cabinet du ministre des postes, télégraphes et téléphones Robert Jardillier, chargé du service parlementaire au ministère des P.T.T. | Nommé directeur général de la sûreté nationale.                                   |

## Préfets de Vichy (1940-1944)
| Début             | Fin               | Nom                    | Fonction précédente | Observations                                                      |
| ----------------- | ----------------- | ---------------------- | --- | ----------------------------------------------------------------- |
| 18 juin 1940      | 17 septembre 1940 | Fernand Musso (d)      | Directeur de Cabinet du ministre de la marine marchande Louis de Chappedelaine ; des colonies Georges Mandel             | Nommé préfet de la Corrèze (Après la guerre : condamné, amnistié) |
| 17 septembre 1940 | 26 octobre 1942   | Raymond de Belot       | Chef d'état-major de l'amiral Esteva; commandant du groupe des sous-marins français en mer du Nord (Norvège et Flandres) | Rappelé au service général de la marine. Radié en 1945.           |
| 12 septembre 1942 | 2 août 1943       | Charles Daupeyroux (d) | Préfet de l'Yonne | Nommé préfet de la Somme                                          |
| 18 août 1943      | 5 novembre 1943   | Jacques Henry (d)      | Préfet de la Corse | Nommé préfet de l'Isère (sera préfet honoraire)                   |
| 15 novembre 1943  | 20 août 1944      | Paul Balley            | Préfet de l'Ain | Destitué par la Résistance française                              |

## Préfets et commissaires de la République duGPRFet de la Quatrième République (1944-1958)
| Début             | Fin               | Nom                   | Fonction précédente                                                     | Observations |
| ----------------- | ----------------- | --------------------- | ----------------------------------------------------------------------- | --- |
| 20 août 1944      | 24 septembre 1946 | Jean Latscha          | Secrétaire général de la Drôme, mis en disponibilité en 1943            | Nommé préfet de la Corrèze, non installé, mis à la disposition du ministre des travaux publics et des transports Jules Moch |
| 24 septembre 1946 |                   | Louis Ottaviani (d)   | Préfet de la Corrèze                                                    | Nommé préfet du Doubs |
| 14 février 1948   | 7 décembre 1951   | Pierre Dumont (d)     | Préfet du Doubs                                                         | Observation=Nommé préfet de la Loire                                                                                        |
| 7 décembre 1951   | 25 novembre 1959  | Maurice Joseph Justin | Directeur de Cabinet du ministre de la marine marchande Gaston Defferre | Préfet hors cadre, nommé en 1960 préfet de la Drôme                                                                         |

## Préfets de la Cinquième République (1958-....)
| Période           | Période           | Identité                 | Fonction précédente                                                                               | Observation                                                                                            |
| ----------------- | ----------------- | ------------------------ | ------------------------------------------------------------------------------------------------- | --- |
| 25 novembre 1959  | 27 juillet 1965   | Claude Dubois (d)        | conseiller technique au cabinet du ministre d'État vice-président du conseil Guy Mollet           | Nommé directeur del'administration générale au ministère des Anciens Combattants et Victimes de guerre |
| 27 juillet 1965   | 9 août 1969       | Jacques Fresne (d)       | Directeur de l'administration générale au ministère des Anciens Combattants et Victimes de guerre | Nommé préfet de l'Yonne                                                                                |
| 9 août 1969       | 11 décembre 1970  | Henri Jean Lucien Bouret | Préfet délégué de la Seine-Saint-Denis                                                            | Mis hors cadre pour raison de santé                                                                    |
| 11 décembre 1970  | 15 mai 1973       | Gilbert Carrère (d)      | Chargé de mission au cabinet du Président de la République Georges Pompidou                       | Nommé conseiller technique au secrétariat général de la Présidence de la République                    |
| 14 juin 1973      | 10 septembre 1976 | Robert Poujol            | Directeur de cabinet du directeur général de la sûreté nationale                                  | Nommé directeur du personnel de l'assistance publique auprès du préfet de Paris                        |
| 10 septembre 1976 | 14 juillet 1980   | Francis Boot (d)         | Préfet des Hautes-Pyrénées                                                                        | Nommé préfet de la Loire                                                                               |
| 15 juillet 1980   | 13 avril 1982     | Alain Dufoix (d)         | Secrétaire général de la préfecture du Rhône                                                      | Nommé préfet de la Manche                                                                              |
| 13 avril 1982     | 11 janvier 1984   | Jean Keller (d)          | Sous-préfet d'Alès                                                                                | Nommé préfet de Vaucluse                                                                               |
| 11 janvier 1984   | 14 juillet 1986   | Robert Miguet            | Préfet de Guadeloupe                                                                              | Nommé préfet du Gard                                                                                   |
| 14 juillet 1986   | 30 septembre 1987 | Maurice Joubert (d)      | Préfet de la Mayenne                                                                              | Nommé directeur adjoint au cabinet du Ministre de l'Intérieur                                          |
| 30 septembre 1987 | 27 juin 1990      | Roger Gros (d)           | Préfet de l'Aube                                                                                  | Nommé préfet des Côtes-d'Armor                                                                         |
| 1er août 1990     | 27 janvier 1992   | Jean-René Garnier (d)    | Préfet de l'Indre                                                                                 | Nommé préfet du Morbihan                                                                               |
| 27 janvier 1992   | 12 juillet 1993   | Pierre Steinmetz         | Directeur du cabinet de Jacques Pelletier (ministre de la coopération et du développement)        | Nommé préfet de la Haute-Savoie                                                                        |
| 12 juillet 1993   | 22 janvier 1998   | Bernard Bonnet           | Directeur central de la police territoriale                                                       | Nommé préfet du Haut-Rhin                                                                              |
| 22 janvier 1998   | 21 juin 2000      | Pierre Dartout           | Directeur de l'administration territoriale et des affaires politiques (ministère de l'intérieur)  | nommé préfet de la Drôme                                                                               |
| 21 juin 2000      | 20 juin 2001      | Gonthier Friederici (d)  | Préfet du Territoire-de-Belfort                                                                   | nommé préfet de La Réunion                                                                             |
| 21 juin 2001      | 28 août 2002      | Jean-Jacques Debacq (d)  | Préfet de l'Orne                                                                                  | Nommé préfet hors cadre, directeur adjoint de l'Institut des hautes études de défense nationale        |
| 29 août 2002      | 24 mai 2004       | Michel Fuzeau (d)        | Préfet de la Nièvre                                                                               | Nommé préfet de l'Ain                                                                                  |
| 24 mai 2004       | 22 juillet 2007   | Thierry Lataste          | Préfet de la Savoie                                                                               | Nommé préfet de la Vendée                                                                              |
| 23 juillet 2007   | 15 juillet 2009   | Hugues Bousiges (en)     | Directeur du cabinet de Nelly Olin (ministre de l'écologie et du développement durable)           | Nommé préfet du Gard                                                                                   |
| 15 juillet 2009   | 26 octobre 2011   | Jean-François Delage (d) | Préfet des Hautes-Pyrénées                                                                        | Nommé préfet d'Indre-et-Loire                                                                          |
| 27 octobre 2011   | 31 juillet 2014   | René Bidal               | Préfet des Hautes-Pyrénées                                                                        | Nommé préfet de l'Eure                                                                                 |
| 31 juillet 2014   | 9 mai 2016        | Josiane Chevalier        | Préfète du Tarn                                                                                   | Nommé préfète de l'Essonne                                                                             |
| 21 avril 2016     | 9 mai 2018        | Philippe Vignes (d)      | Préfet de la Mayenne                                                                              | |
| 9 mai 2018        | 22 août 2020      | Philippe Chopin (d),     | Préfet de la Creuse                                                                               | Nommé Prefet du Puy-de-Dôme                                                                            |
| 24 août 2020      | 23 août 2022      | Étienne Stoskopf (d)     | Préfet délégué à la sécurité du département du Rhône                                              | - |
| 23 août 2022      | 11 septembre 2023 | Rodrigue Furcy (d)       | Préfet des Hautes-Pyrénées                                                                        | - |
| 11 septembre 2023 |                   | Thierry Bonnier (d)      | Préfet de l'Aude                                                                                  | - |